# Мартышковые (подсемейство)
Мартышковые (лат. Cercopithecinae) или мартышковые в узком смысле — подсемейство мартышковых (Cercopithecidae) отряда приматов. Это подсемейство делится на две трибы: Cercopithecini и Papionini. В целом, в него входит 71 вид.

## Описание

### Внешний вид
Виды различаются в зависимости от занимаемой экологической ниши. Древесные виды достаточно субтильны, имеют длинные хвосты, тогда как равнинные виды имеют более плотное телосложение, их хвосты укорочены или отсутствуют вовсе. У всех видов хорошо развит большой палец. Некоторые виды имеют седалищные мозоли, которые могут менять цвет в брачный период.

### Поведение
Дневные животные, живущие группами. Распространены в широком диапазоне климатических и географических зон — горы, дождевые леса, саванны, каменистые плато.

### Питание
Большинство видов всеядны, в рационе фрукты, листва, семена, грибы, членистоногие, а также мелкие позвоночные. Все виды имеют защёчные мешки, в которых могут накапливать еду.

### Размножение
Беременность длится в районе шести-семи месяцев. Молодняк на грудном вскармливании до трёх — 12 месяцев, половая зрелость наступает в три — пять лет. Продолжительность жизни у некоторых видов до 50 лет.

## Систематика
- Триба Cercopithecini
  - Род Allenopithecus — Чёрно-зелёные мартышки
    - Allenopithecus nigroviridis Pocock, 1907 — Чёрно-зелёная мартышка, или Мартышка Аллена

  - Род Cercopithecus — Мартышки
    - Cercopithecus albogularis Sykes, 1831 — Белогорлая мартышка
    - Cercopithecus ascanius Audebert, 1799 — Мартышка Шмидта
    - Cercopithecus campbelli Waterhouse, 1838 — Мартышка Кемпбелла
    - Cercopithecus cephus Linnaeus, 1758 — Голуболицая мартышка, или Муйдо
    - Cercopithecus denti Thomas, 1907 — Мартышка Дента
    - Cercopithecus diana Linnaeus, 1758 — Мартышка-диана
    - Cercopithecus doggetti Pocock, 1907 — Серебряная мартышка
    - Cercopithecus dryas Schwartz, 1932 — Мартышка дриас
    - Cercopithecus erythrogaster Gray, 1866 — Краснобрюхая мартышка
    - Cercopithecus erythrotis Waterhouse, 1838 — Рыжеухая мартышка
    - Cercopithecus hamlyni Waterhouse, 1838 — Совинолицая мартышка
    - Cercopithecus kandti Matschie, 1905 — Золотая мартышка
    - Cercopithecus lhoesti P. Sclater, 1899 — Бородатая мартышка
    - Cercopithecus lowei Thomas, 1923
    - Cercopithecus mitis Wolf, 1822 — Коронованная мартышка
    - Cercopithecus mona Schreber, 1774 — Мартышка мона
    - Cercopithecus neglectus Schlegel, 1876 — Мартышка Бразза
    - Cercopithecus nictitans Linnaeus, 1766 — Большая белоносая мартышка
    - Cercopithecus petaurista Schreber, 1774 — Малая белоносая мартышка
    - Cercopithecus pogonias Bennett, 1833 — Чубатая мартышка
    - Cercopithecus preussi Matschie, 1898 — Мартышка Прейса
    - Cercopithecus roloway Schreber, 1774
    - Cercopithecus sclateri Pocock, 1904 — Мартышка Склейтера
    - Cercopithecus solatus M. J. S. Harrison, 1988 — Рыжехвостая мартышка
    - Cercopithecus wolfi A. Meyer, 1891 — Мартышка Вольфа
    - Cercopithecus lomamiensis Hart et al., 2012

  - Род Chlorocebus — Зелёные мартышки
    - Chlorocebus aethiops Linnaeus, 1758 — Гривет
    - Chlorocebus cynosurus Scopoli, 1786 — Малбрук
    - Chlorocebus djamdjamensis Neumann, 1902 — Джам-джам
    - Chlorocebus pygerythrus F. Cuvier, 1821 — Верветка
    - Chlorocebus sabaeus Linnaeus, 1766 — Зелёная мартышка
    - Chlorocebus tantalus Ogilby, 1841 — Мартышка танталусская

  - Род Erythrocebus — Мартышки-гусары
    - Erythrocebus patas Schreber, 1775 — Мартышка-гусар
    - Erythrocebus poliophaeus Reichenbach, 1775

  - Род Miopithecus — Крошечные мартышки
    - Miopithecus ogouensis Kingdon, 1997 — Габонская крошечная мартышка
    - Miopithecus talapoin Schreber, 1774 — Ангольская крошечная мартышка
- Триба Papionini
  - Род Macaca — Макаки
    - Macaca arctoides I. Geoffroy, 1831 — Медвежий макак
    - Macaca assamensis McClelland, 1840 — Горный резус
    - Macaca cyclopis Swinhoe, 1863 — Тайваньский резус
    - Macaca fascicularis Raffles, 1821 — Макак-крабоед
    - Macaca fuscata Blyth, 1875 — Японский макак
    - Macaca hecki Matschie, 1901
    - Macaca leonina Blyth, 1863 — Северный свинохвостый макак
    - Macaca leucogenys Li, Zhao, Fan, 2015
    - Macaca maura H.R. Schinz, 1825 — Целебесский макак
    - Macaca mulatta Zimmermann, 1780 — Макак-резус
    - Macaca munzala Sinha et al., 2005
    - Macaca nemestrina Linnaeus, 1766 — Южный свинохвостый макак, или Лапундер
    - Macaca nigra Desmarest, 1822 — Хохлатый павиан
    - Macaca nigriscens Temminck, 1849
    - Macaca ochreata Ogilby, 1841
    - Macaca pagensis Miller, 1903 — Пагайская макака
    - Macaca radiata É. Geoffroy, 1812 — Индийский макак, или Макак боннет
    - Macaca siberu Fuentes and Olson, 1995 — Сиберутская макака
    - Macaca silenus Linnaeus, 1758 — Вандеру, или Львинохвостый макак
    - Macaca sinica Linnaeus, 1771 — Цейлонский макак
    - Macaca sylvanus Linnaeus, 1758 — Варварийская обезьяна, или Магот
    - Macaca thibetana Milne-Edwards, 1870 — Макак Давида
    - Macaca tonkeana Meyer, 1899 — Тонкский макак

  - Род Papio — Павианы
    - Papio anubis Lesson, 1827 — Анубис
    - Papio cynocephalus Linnaeus, 1766 — Бабуин
    - Papio hamadryas Linnaeus, 1758 — Гамадрил
    - Papio papio Desmarest, 1820 — Гвинейский павиан
    - Papio ursinus Kerr, 1792 — Медвежий павиан

  - Род Mandrillus — Мандрилы
    - Mandrillus leucophaeus F. Cuvier, 1807 — Дрил
    - Mandrillus sphinx Linnaeus, 1758 — Мандрил

  - Род Theropithecus — Гелады
    - Theropithecus gelada Rüppell, 1835 — Гелада

  - Род Cercocebus — Мангабеи, или Черномазые обезьяны
    - Cercocebus agilis Milne-Edwards, 1886 — Прыткий мангабей
    - Cercocebus atys Audebert, 1797 — Чёрный мангабей
    - Cercocebus chrysogaster Lydekker, 1900 — Золотобрюхий мангабей
    - Cercocebus galeritus Peters, 1879 — Танский мангабей
    - Cercocebus sanjei Mittermeier, 1986
    - Cercocebus torquatus Kerr, 1792 — Беловоротничковый мангабей

  - Род Lophocebus — Бородатые мангобеи
    - Lophocebus albigena Gray, 1850 — Гривистый мангабей
    - Lophocebus aterrimus Oudemans, 1890 — Чёрный мангобей
    - Lophocebus opdenboschi Scouteden, 1944
    - Lophocebus ugandae Matschie, 1912
    - Lophocebus johnstoni Lydekker, 1900
    - Lophocebus osmani Groves, 2007

  - Род Rungwecebus
    - Rungwecebus kipunji Jones & Davenport, 2005